# Pod prąd (film 2005)
Pod prąd (Hustle & Flow) – amerykański kryminał z 2005 roku.

## Obsada
- Terrence Howard – Djay
- Anthony Anderson – Key
- Taryn Manning – Nola
- Taraji P. Henson – Shug
- DJ Qualls – Shelby
- Ludacris – Skinny Black
- Paula Jai Parker – Lexus
- Elise Neal – Yevette
- Isaac Hayes – Arnel
- Jordan Houston – Tigga
- William Engram – Slobs
- Bobby Sandimanie – Yellow Jacket

## Nagrody i nominacje (wybrane)
Oscary za rok 2005
- Najlepsza piosenka "It's Hard Out Here for a Pimp"
- Najlepszy aktor – Terrence Howard (nominacja)

Złote Globy 2005
- Najlepszy aktor dramatyczny – Terrence Howard (nominacja)

Nagroda Satelita 2005
- Najlepszy aktor w komedii lub musicalu – Terrence Howard
- Najlepsza komedia lub musical (nominacja)